# Stenopogon harpax
Stenopogon harpax är en tvåvingeart som beskrevs av Friedrich Hermann Loew 1868. Stenopogon harpax ingår i släktet Stenopogon och familjen rovflugor.
Artens utbredningsområde är Turkiet. Inga underarter finns listade i Catalogue of Life.